# تئودن
تئودن (به انگلیسی: Théoden) شخصیتی داستانی در رمان خیال‌انگیز تالکین، در ارباب حلقه‌ها است. پادشاه روهان، به عنوان یک شخصیت تأثیرگذار در دو برج و بازگشت پادشاه در نظر گرفته شده‌است.

## پیشینه

### حضور
تئودن در دو برج، جلد دوم ارباب حلقه‌ها، به عنوان پادشاه روهان معرفی شد. در آن زمان، تئودن تا حد زیادی تحت تأثیر مشاور ارشد خود، گریما، که مخفیانه در استخدام سارومان بود، قرار داشت. در افسانه‌های ناتمام، نشان داده شد که سلامت تئودن توسط زهری که گریما به او می‌خوراند در خطر بوده این سم باعث شده بود ذهن تئودن توسط سارومان کنترل و او تحت کنترل سارومان باشد و همچنین روهان توسط اورک‌ها که تحت فرمان سارومان از آیزنگارد مورد حمله قرار می‌گرفت.
وقتی که پسرش تئودرد در یکی از نبردها با سپاه آیزنگارد زخمی شده بود، برادرزاده تئودن ایومر وارث او شد.
وقتی که گندالف سپید و آراگورن، همراه با لگولاس و گیملی، برای ملاقات به پیش تئودن رفتند، تئودن در ابتدا با خواسته سارومان بسیار رنگ، توسط گریما ملاقات آن‌ها را نپذیرفت ولی هنگامی که گندالف سپید با عصای خود به مقابله با سارومان پرداخت تئودن بهبود یافت.
در بازگشت پادشاه، تئودن به کمک گاندور در دشت‌های پله نور در نبرد روهیریم رفت. در آن جنگ او توسط پادشاه جادوگر آنگمار، رهبر نزگولها به شدت زخمی شد به طوری که اسبش بر روی او افتاد و در نهایت کشته شد.
بدن تئودن در میناس تیریت تا زمانی که سائورون شکست خورد در آنجا ماند و سپس به روهان بازگردانده و به خاک سپرده شد.

### نام و لقب‌ها
در ریشه‌شناسی زبان‌های سرزمین میانه، نام تئودن یک ترجمه از کلمه روهیریم توراک، است که یک کلمه رایج برای نامیدن پادشاهان روهان بوده‌است.
برخی دیگر از پژوهشگران معتقدند که ریشه کلمه تئودن در زبان انگلیسی قدیم، به معنی "رهبر یک مردم" (یعنی "شاه" یا "شاهزاده") است.